# Gare de Kokenawa
La gare de Kokenawa (苔縄駅, Kokenawa-eki) est une gare ferroviaire localisée dans la ville de Kamigōri, dans la préfecture de Hyōgo au Japon. La gare est exploitée par la compagnie Chizu Express souvent abrégé en (CKK) sur la ligne Chizu Express Chizu.

## Situation ferroviaire
Établie à 41 mètres d'altitude, la gare de Kokenawa est située au point kilométrique (PK) 4.8 sur la ligne Chizu Express Chizu. 

## Histoire
La gare fut ouverte le 3 décembre 1994 par la CKK.

## Service des voyageurs

### Accueil
C'est une halte sans service et sans personnel

### Desserte
La gare de Kokenawa  est une gare disposant d'un quai et d'une voie unique.

Installations et desserte
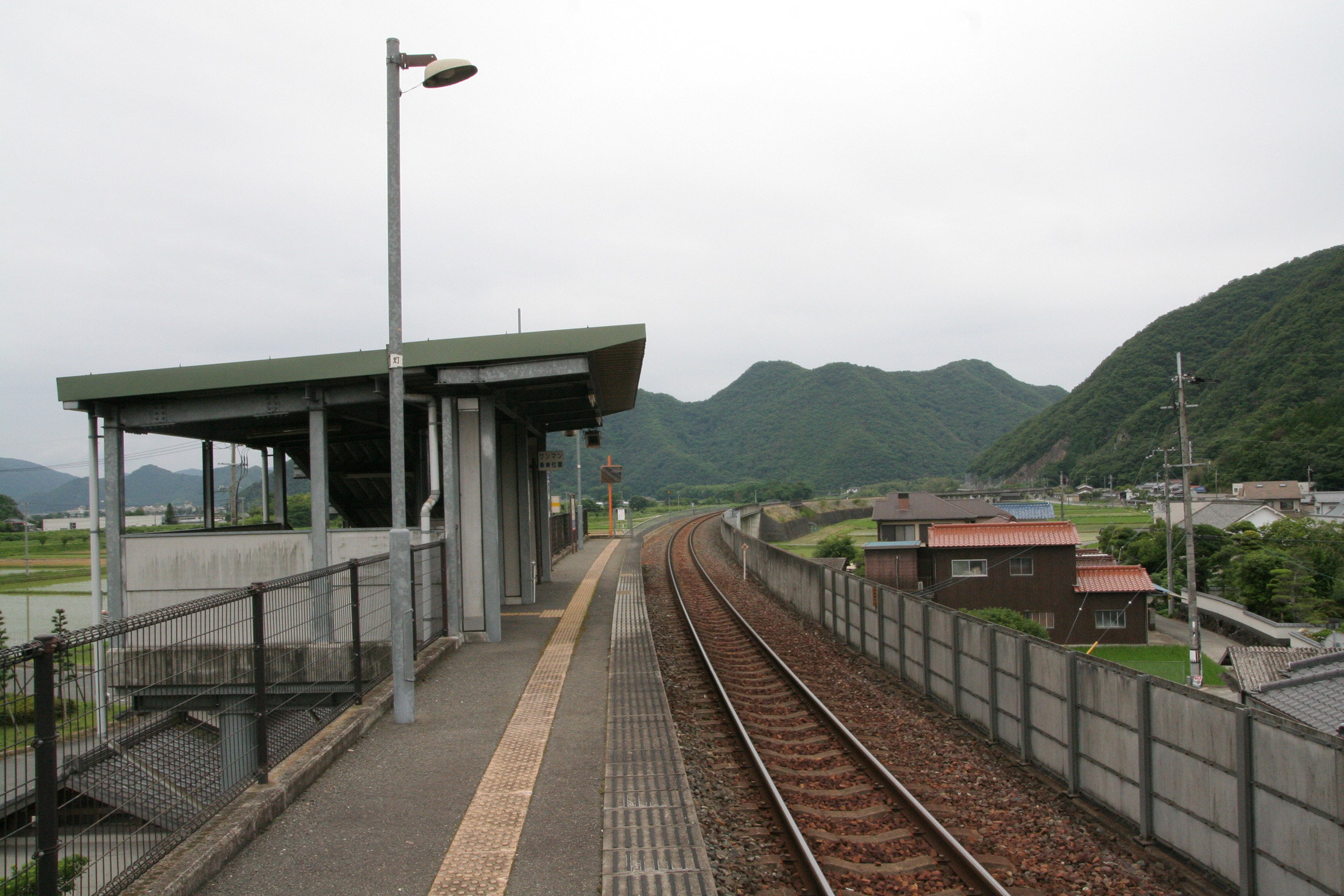
Voie et quai.
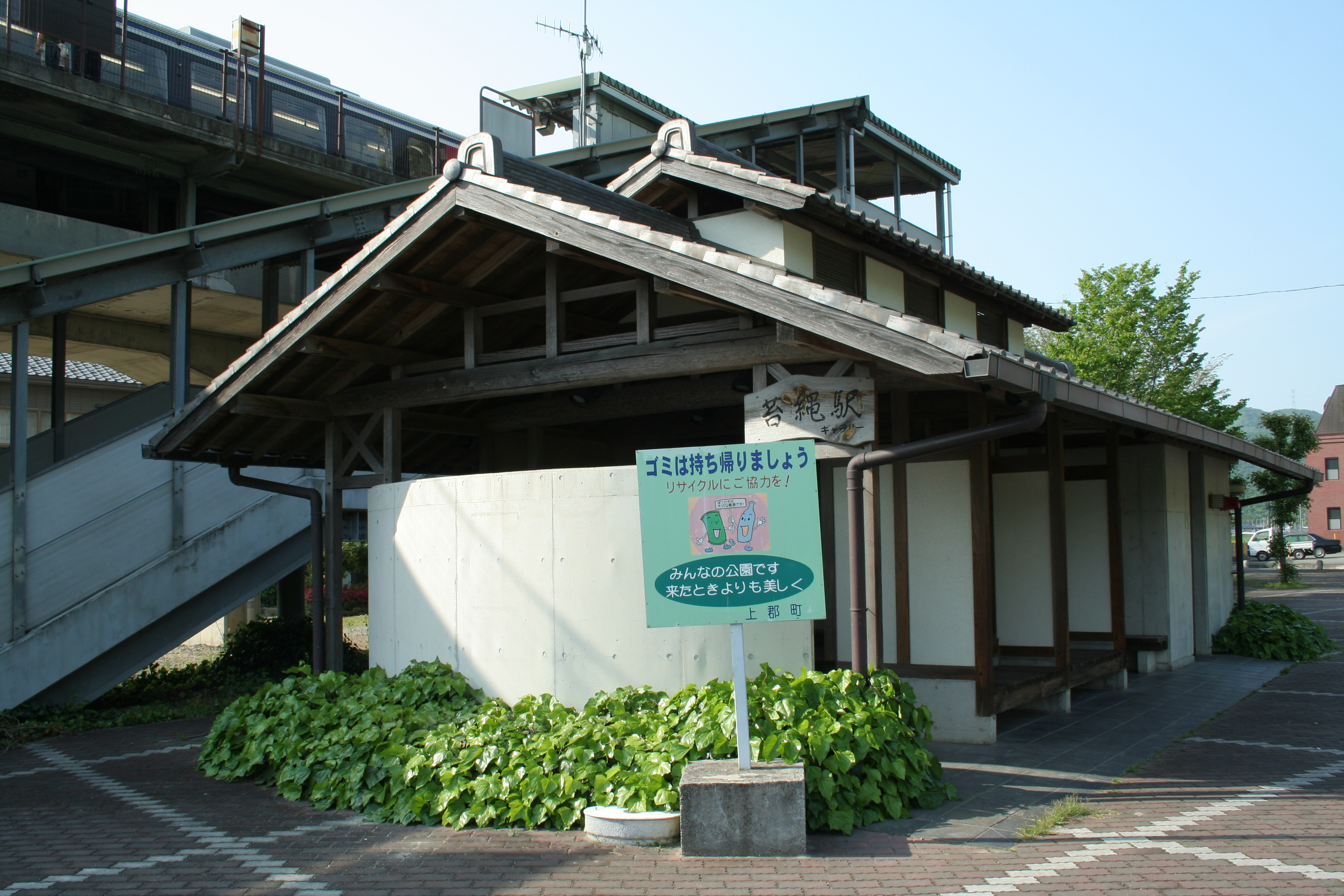
Local d'accès.

### Intermodalité
La gare permet d'accéder à plusieurs lieux remarquables :
- Le temple bouddhiste Hōun-ji